# Ketupa ketupu
Bufo-pescador-malaio ou bufo-pescador-bege (Ketupa ketupu) é uma espécie de ave estrigiforme pertencente à família Strigidae.
Pode ser encontrada nos seguintes países: Brunei, Camboja, Cocos (Keeling) Islands, Índia, Indonésia, Laos, Malásia, Myanmar, Singapura, Tailândia e Vietnã.
Os seus habitats naturais são: regiões subtropicais ou tropicais úmidas de alta altitude.